# Jin Posterior (1616-1636)
Jin Posterior (1616-1636) fue una dinastía china en Manchuria dirigida por los yurchen, y la precursora de la dinastía Qing. Establecida en 1616 por el líder yurchen de Juanzhou Nurhaci, sobre su reunificación de las tribus yurchen, cuyo nombre deriva de la antigua dinastía Jin gobernada por los yurchen en el norte de China en los siglos XII y XIII.

En 1635, la longeva dinastía Yuan bajo el mando de Ejei Khan, fue sometida a Jin Posterior. Al año siguiente, Hong Taiji renombró oficialmente al reino como «Gran Qing», marcando así el comienzo de la dinastía Qing. Durante la transición Ming-Qing, los Qing conquistaron la dinastía Shun de Li Zicheng además de varios territorios que apoyaban a Ming del Sur, encaminándose a dominar un imperio que componía toda China, llegando hasta el Tibet, Manchuria, Mongolia, Xinjiang y Taiwán hasta la revolución de Xinhai en 1911, cuando se estableció la República de China.

## Nombre
Los historiadores difieren de si el nombre oficial chino del estado fue «Jin» (金, Jīn), «Jin Posterior» (後金, Hòu Jīn) o ambos. Ninguno lo describe como una continuación o sucesor de la antigua dinastía Jin de los yurchen establecida por el clan Wanyan en 1115. La forma manchú del nombre era ᠠᡳ᠌ᠰᡳᠨ ᡤᡠᡵᡠᠨ(Aisin Gurun) que significa sencillamente «Estado Dorado».

## Historia

### Ascenso de los yurchen de Jianzhou
El pueblo yurchen ha vivido tradicionalmente en Manchuria y fue derivando en tres tribus, siendo llamados yurchen de Jianzhou los más poderosos durante la dinastía Ming, habitando alrededor de las montañas Changbai. Con objetivo de atacar y suprimir la dinastía Yuan del Norte, el emperador Hongwu envió comisiones militares para conseguir el control de las tribus yurchen en Manchuria. El gobierno Ming dividió a los yurchen de Jianzhou en tres wei (una subdivisión militar durante el periodo Ming), conocido generalmente como los «Tres Wei de Jianzhou». Los líderes de las tribus yurchen eran normalmente elegidos como comandantes de los wei.

La tribu norte de los yurchen salvajes eran fuertes por entonces, y atacaron a los yurchen de Jianzhou. Mengtemu, comandante del Wei de Jianzhou, fue asesinado. Los yurchen de Juanzhou fueron obligados a dirigirse al sur, asentándose finalmente en Hetu Ala.

### Establecimiento del kanato
Nurhaci, un khan yurchen, promovió la unificación de todos los pueblos yurchen en Manchuria al inicio del siglo XVII. Organizó «banderas», unidades militar-sociales que incluían yurchen, chinos han y elementos mongoles. Nurhaci reconstruyó a los clanes yurchen en una entidad unificada (que serían renombrados «manchúes» en 1635 por Hong Taiji), completando el establecimiento de un nuevo estado en 1616. Esto marca el comienzo de la dinastía Jin Posterior.

### Expansión
Nurhaci, originalmente un vasallo de Ming, tomo una actitud hostil hacia los Ming por el favoritismo y la intrusión en los asuntos de las tribus yurchen. En 1618, proclamó sus Siete Agravios (nadan amba koro; 七大恨), los cuales declaraban de facto la guerra contra la dinastía Ming. Ocupó Fushun, Qinghe (清河) y otras ciudades antes de retirarse. La muerte del vice general Zhang Chengyin (張承蔭) durante la Batalla de Fushun estremeció a la corte Ming. En 1619, atacó Yehe (葉赫) en un intento de provocar a los Ming. Estos respondieron desplegando fuerzas de expedición lideradas por el comisario militar Yang Hao a lo largo de cuatro rutas para sitiar Hetu Ala. En una serie de batallas de invierno conocidas colectivamente como la Batalla de Sarhū, Nurhaci derrotó a tres de los cuatro ejércitos Ming (a los que se sumaba una fuerza expedicionaria coreana), forzando a los supervivientes, y al cuarto ejército, a retirarse desordenadamente. Esto ocasionó que la esfera de poder de Jin Posterior se extendiera sobre toda la zona este de Liaoyang.

Reubicando su corte de Jianzhou a Liaodong permitió a Nurhaci acceder a más recursos; también consiguió un estrecho contacto con los dominios de los mongoles khorchin en las llanuras de Mongolia. Aunque por aquel entonces la nación mongola que una vez estaba unida, se había fragmentado en hostiles tribus individuales; aquellas tribus también presentaban una amenaza seria en las fronteras de Ming. La política de Nurhaci hacia los khorchin fue la de conseguir su amistad y cooperación contra Ming, asegurando sus fronteras de un poderoso potencial enemigo.

Los continuos triunfos militares de Nurhaci llegaron a su fin en enero de 1626, cuando fue derrotado por Yuan Chonghuan mientras sitiaba Ningyuan. Murió pocos meses después y fue sucedido por su octavo hijo, Hong Taiji, quien emergió tras una breve disputa política con otros posibles candidatos a khan.

Aunque Hong Taiji ere un líder experimentado y el comandante de dos Banderas al momento de su sucesión, su reinado no comenzó bien en el frente militar. Los yurchen sufrieron otra derrota en 1627 de la mano de Yuan Chonghuan. Como antes, esta derrota fue en parte debida a los nuevos cañones que habían adquirido los Ming. Para compensar su inferioridad tecnológica y numérica, Hong Taiji creó sus propios cuerpos de artillería en 1634, los ujen cooha (chino: 重軍) de entre sus tropas han quienes fabricaban sus propios cañones con la ayuda de metalúrgicos desertores chinos.

Uno de los eventos relevantes del reinado de Hong Taiji fue la adopción oficial del nombre «Man» (满) para el pueblo yurchen unificado en noviembre de 1635. Ese mismo año, los aliados mongoles manchúes fueron incorporados por completo a una Bandera separada bajo comando directo manchú. Hong Taiji conquistó el territorio norte del Paso de Shanhai por la dinastía Ming y Ligdan Khan en Mongolia Interior.

En abril de 1636, la nobleza mongola de Mongolia Interior, la nobleza manchú y los mandarines han mantuvieron el kurultái en Shenyang, y recomendaron al khan de Jin Posterior ser el emperador del Gran imperio Qing. Uno de los sellos mongol de la dinastía Yuan también fue dedicado por la nobleza al emperador (Bogd Sécén Khaan). Cuando le pidieron que Ejei khan se presentara con el sello imperial de la dinastía Yuan, Hong Taiji renombró su estado de «Jin» a «Gran Qing», y elevó su posición de khan a emperador, sugiriendo ambiciones imperiales más allá de la unificación de las tribus manchúes, y marcando el fin del periodo de Jin Posterior.

### Consecuencias
A continuación vino la creación de las dos primeras Banderas han en 1637 (aumentadas a ocho en 1642). Juntos, esas reformas militares permitieron a Hong Taiji derrotar de una vez a las fuerzas Ming en una serie de combates desde 1640 a 1642 por los territorios de Songshan y Jinzhou. Esta victoria final resultó en la rendición de las destacadas tropas del ejército Ming, la muerte de Yuan Chonghuan a manos del emperador Chongzhen (quien erróneamente pensó que Yuan le había traicionado), y el retiro completo y permanente de las fuerzas Ming al norte de la Gran Muralla.

Hong Taiji murió de repente en septiembre de 1643 sin un heredero asignado. Su hijo de cinco años, Fulin, fue proclamado emperador Shinzhi, con el medio hermano de Hong Taiji, Dorgon, como regente, y líder de facto de la dinastía Qing.

En 1644, fuerzas shun lideradas por Li Zicheng capturaron la capital de Ming, Beijing. Sin embargo, los Qing no tardarían en derrotar y destruir las fuerzas de Li Zicheng. El general ming Wu Sangui se negó a servir a las fuerzas shun de Li. En cambio Wu cerró una alianza con los qing, y abrió el Paso Shanhai para las tropas banderas lideradas por Dorgon, quien derrotó a Li y los rebeldes en la batalla del Paso Shanhai sitiando la capital. Remanentes de la familia imperial ming (Clan de los Zhu) permanecieron en control del sur de China como Ming del Sur, pero la familia Zhu fue eventualmente asesinada y perseguida conforme la dinastía Qing conquistaba y unificaba el resto de China.

## Galería

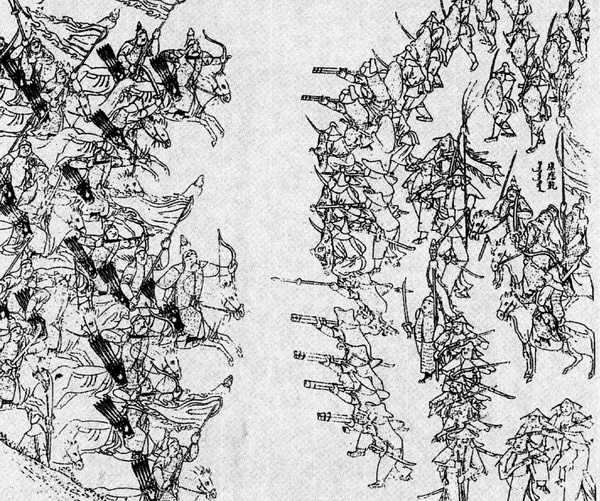
Caballería de Jin Posterior cargando contra infantería ming en la Batalla de Sarhū.
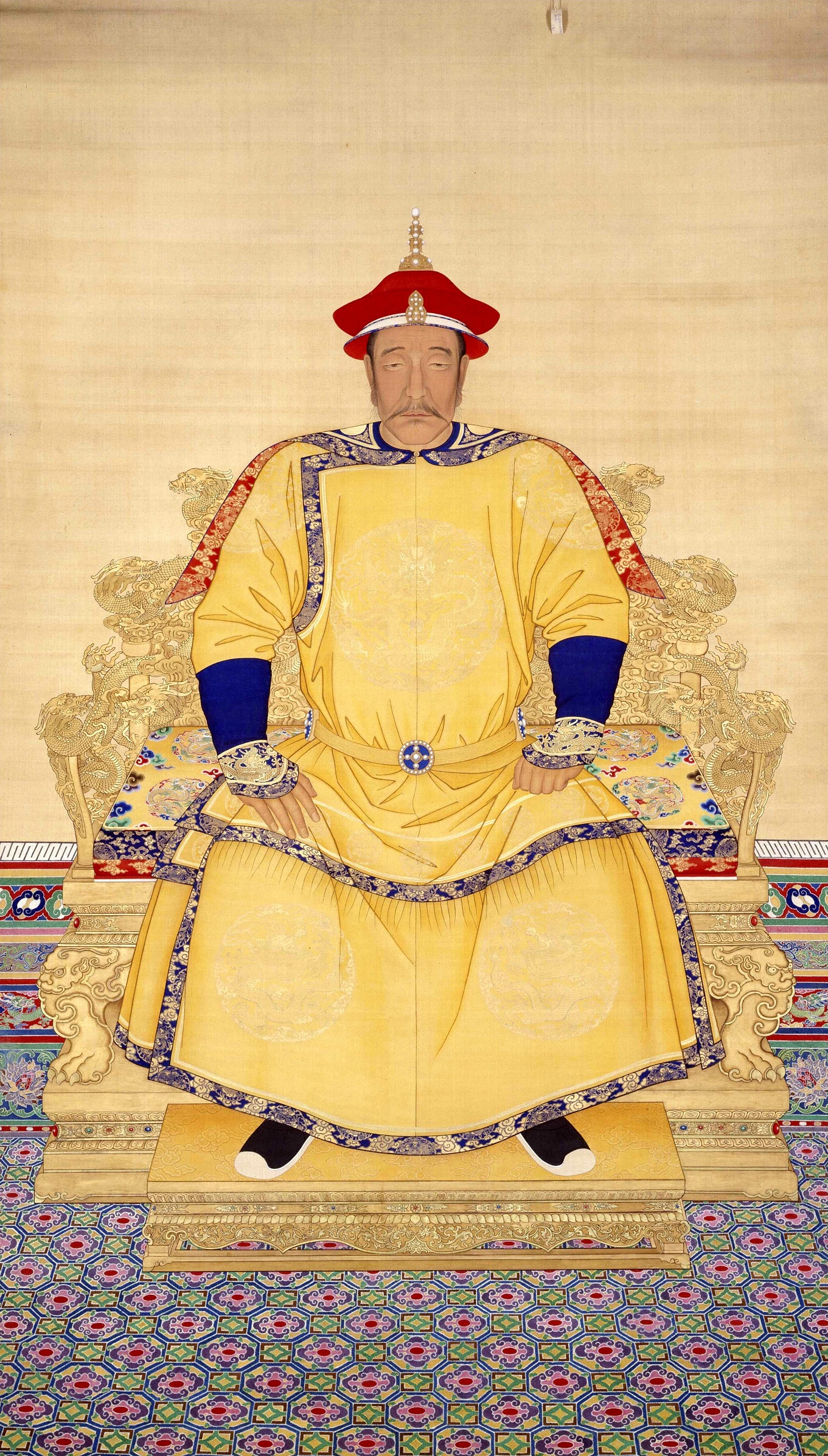
Retrato oficial de Nurhaci, fundador de la dinastía Jin Posterior.
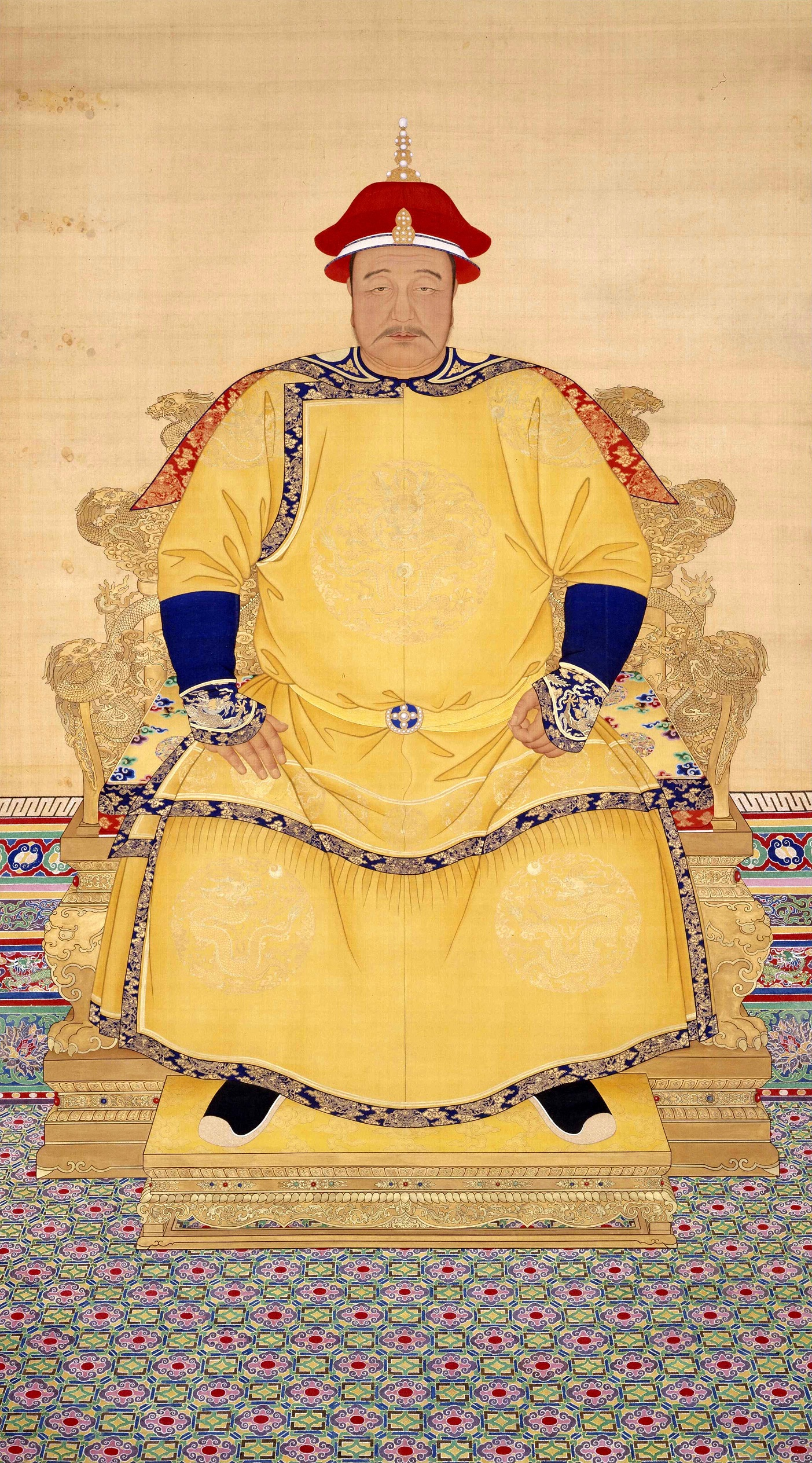
Retrato oficial de Hong Taiji, segundo khan de la dinastía Jin posterior y sucesivamente sucesor de la dinastía Qing.
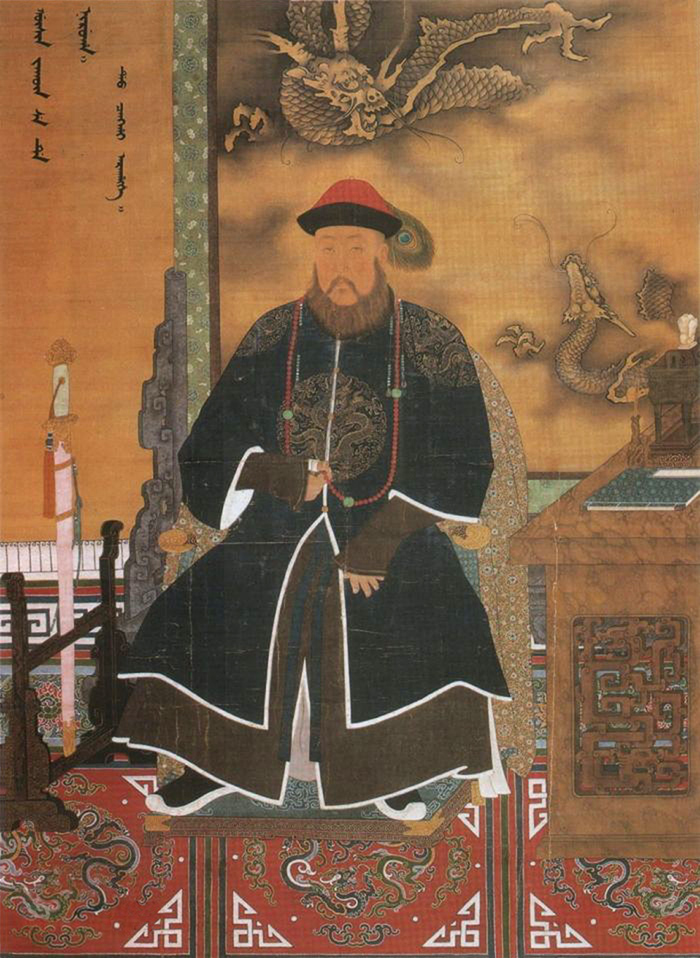
Dorgon, el príncipe Rui.